# Гетерополярні мінерали
Мінерали гетерополярні (від грец. ἕτερος — інший і “польос” – полюс; рос. минералы гетерополярные, англ. heteropolar minerals; нім. heteropolare Minerale n pl) – мінерали з істотно йонним типом зв’язку між структурними одиницями.